# جون س. والتر
جون س. والتر (بالإنجليزية: John C. Walter)‏ هو مؤرخ أمريكي، ولد في 1933.